# 長野県短期大学
長野県短期大学（ながのけんたんきだいがく、英語: Nagano Prefectural College）は、長野県長野市三輪8-49-7に設置されていた公立短期大学である。1950年に設置され、2020年に廃止された。

## 概要

### 大学全体
- 設置主体は長野県であった[注釈 1]。
- 日本国内で最初に認可された短期大学149校[注 2]の1校として、1950年に2学科[注 3]120名体制で開学した[注 4]。
- その後は、学科および専攻課程の新設もあり、2003年度入学生までは最大の4学科[注 5]を維持していた[4]。
- 1929年に長野県によって創設された旧制女子専門学校長野女子専門学校を前身とし[5]、かつては女子短期大学だったが[6]、2004年度から男女共学になり、従来の4学科から3学科に改組開始[注 6]。
- 2017年度入学生を最後に[7]、2020年に短期大学としての使命を終える[注釈 3]。

### 建学の精神（校訓・理念・学是）
- 「長野県の知の礎となり、未来を切り拓くリーダーを輩出し、世界の持続的発展を可能にする研究成果を発信し、もって人類のより良い未来を創造し、発展させる大学」を掲げる。

### 学風・特色
- 北信越地方で有数の公立短大で、大学への編入学実績が高かった。
- 2006年財団法人短期大学基準協会における第三者評価の結果、「適格」認定を受けている。

## 沿革[注 7]
- 1929年
  - 3月5日 長野県長野高等女学校[注 8]内に長野県女子専門学校設立[注 9]。副島松一が校長に就任[11]
- 1931年 現在の校地に移転[12]。
- 1941年 家政科新設。
- 1944年 家政科を保健科に改称。
- 1947年 国語科新設・保健科を生活科に改称。
- 1949年
  - 10月 文部省[注釈 4]に短期大学[注 10]の設置認可に関する申請を以下の通り行う。[注 11]。
    - 文学科  
      - 国語専攻 入学定員30
      - 英語専攻 入学定員30

    - 家政学科
      - 家政専攻 入学定員30
      - 被服専攻 入学定員30
- 1950年
  - 3月14日 左記を以て文部省[注 12]より短期大学の設置が認可される[18]。但し、以下の通り変更する。
    - 文学科→文科
      - 国語専攻 入学定員30→変更なし
      - 英語専攻 入学定員30→変更なし

    - 家政学科→入学定員60名→変更なし
      - 家政専攻 入学定員30→専攻別の募集はなし[注釈 5]
      - 被服専攻 入学定員30→専攻別の募集はなし[注釈 5]

  - 4月1日 左記を以て長野県短期大学が上記の学科体制にて開学する[注 13]。なお、入学者数は女122[21]
- 1961年
  - 4月1日 左記を以て家政科の入学定員60→70に増員し、なおかつ以下の通り専攻分離する[22]。
    - 食物専攻 入学定員35
    - 被服専攻 入学定員35

  - 同 左記を以て入学定員を以下の通り変更する[22]。
    - 文科
      - 国文専攻 30→35[23]
      - 英文専攻 30→35[23]

  - 10月 幼稚園教諭養成課程及び養護教諭養成課程の新設に関する意見書が提出される[24]。
- 1962年
  - 4月1日 児童科を増設[25][注 14]
- 1965年
  - 4月1日 付属幼稚園が開園する[27]。
- 1967年
  - 4月1日 入学定員を以下の通り変更する[28][29]。
    - 文科[注 15]
      - 国文専攻 35→40
      - 英文専攻 35→40

    - 家政科[注 16]
      - 食物専攻 35→40
      - 被服専攻 35→40

    - 児童科 35→40[注 17]
- 1969年
  - 4月1日 学科名を以下の通り変更する。
    - 文科→文学科[注釈 6]
    - 家政科→家政学科[注釈 6]
    - 児童科→幼児教育学科[32]
- 1988年
  - 4月1日 左記を以て以下の学科を増設する[注 18]。
    - 教養学科[注 19]
- 1990年
  - 4月1日 左記を以て家政学科→生活科学科[注 20]に名称変更する[37]。
- 2004年
  - 4月1日 左記を以て男女共学化する。
  - 同 文学科に教養学科を統合し、多文化コミュニケーション学科に改組。かつ以下の専攻を設ける[38]。
    - 日本語日本文化専攻[注釈 7]
    - 英語英米文化専攻[注釈 7]
    - 国際地域文化専攻[注釈 7]

  - 同 生活科学科の専攻名を以下の通り変更[38]。
    - 食物栄養専攻→健康栄養専攻[注釈 7]
    - 生活科学専攻→生活環境専攻[注釈 7]

  - 同 地域連携センター発足。
- 2006年
  - 4月1日 専攻科に幼児教育学専攻を設置[39]。
  - 同 現代的教育ニーズ取組支援プログラムに採択される。
- 2007年
  - 3月10日 教養学科が正式に廃止される[40]。長野市と「連携に関する協定」を締結。
- 2008年
  - 4月1日 幼児教育学科に専攻科幼児教育学専攻を編入。幼児教育学科を3年制に移行し[41]、専攻科は廃止。
- 2009年 地域連携センターが地域・国際連携センターとなる。
- 2011年 阿部県知事が4年制大学への移行を表明。2014年開学を目途に移行準備を行うことにする。
- 2012年 4年制大学移行を2017年4月に延期することを発表。
- 2013年 4年制大学の基本構想を決定。
- 2014年
  - 1月 平成26年度大学入試センター試験参加短期大学の1校となる[42]。
- 2015年
  - 1月 平成27年度大学入試センター試験参加短期大学の1校となる[43]。
- 2016年
  - 1月 平成28年度大学入試センター試験参加短期大学の1校となる[44]。
- 2017年
  - 1月 平成29年度大学入試センター試験参加短期大学の1校となる[45]。
- 2017年
  - 3月31日付属幼稚園閉園。
  - 4月1日 最後の学生募集となる[7][注釈 3]。
- 2018年
  - 4月1日 長野県短期大学は「公立大学法人長野県立大学長野県短期大学」に組織変更。長野県短期大学学長職を廃止し、長野県立大学学長の下に副学長（短期大学）を置く。
- 2019年
  - 3月31日 多文化コミュニケーション学科（国際地域文化専攻・英語英米文化専攻・日本語日本文化専攻）、生活科学科（健康栄養専攻・生活環境専攻）の閉専攻式を挙行。
- 2020年
  - 3月31日 左記を以て短期大学としての使命を終える。新型コロナウイルス感染症の蔓延により、閉学式および閉学祝賀会は中止[46]。

## 基礎データ

### 所在地
- 長野県長野市三輪8-49-7[47]

### 交通アクセス
- 長野電鉄長野線本郷駅下車。

### 敷地面積
- 約3万1700平方メートル

## 教育および研究

### 組織

#### 学科[注 21]
- 多文化コミュニケーション学科（2年制）
  - 国際地域文化専攻[注釈 8]
  - 英語英米文化専攻
  - 日本語日本文化専攻
- 生活科学科（2年制）
  - 健康栄養専攻
  - 生活環境専攻
- 幼児教育学科（3年制）

### 専攻科
- 幼児教育専攻[注釈 2]

#### 取得資格について

##### 教職課程
- 中学校教諭二種免許状[49]
  - 国語：多文化コミュニケーション学科日本語日本文化専攻[50]
  - 英語：多文化コミュニケーション学科英語英米文化専攻[51]
  - 家庭：生活科学科生活環境専攻[52]・健康栄養専攻[49][注 22]
- 幼稚園教諭二種免許状：幼児教育学科[54]
- 栄養教諭二種免許状：生活科学科健康栄養専攻[55]
- 当初は高等学校教諭仮免許状の課程を併設[注 23]。
  - 国語：文科国文専攻
  - 英語：文科英文専攻
  - 家庭：家政科

##### 資格[49]
- 栄養士：生活科学科健康栄養専攻[55]
- 保育士：幼児教育学科[54]
- 司書：多文化コミュニケーション学科
- 司書教諭：多文化コミュニケーション学科・生活科学科

#### 附属機関
- 附属図書館：およそ93,000冊が所蔵[59]

### 教育
- 現代的教育ニーズ取組支援プログラム
  - 2006年「豊かな子ども観を育む総合短期大学の取組」において採択されている。ほか、幼児教育学科の学生による「もちっこ広場」においても採択されている。

### 研究
- 『ラットにおける天然物由来カルシウム素材の利用効率』[60]
- 『マンガに描かれる男女の顔形の特徴と身体像(ボディ・イメージ)』[61]
- 『幼稚園児を対象とした食育活動 : 長野の郷土料理の調理』[62]
- 『「東アジア共同体」構想の検討』[63]
- 『結婚(後半)(翻訳)』[64]
- 『史記列伝から読み解く司馬遷の想い』[65]ほか。

## 学生生活

### 部活動・クラブ活動・サークル活動
- サークル活動には、「運動」「文化系」「音楽・ダンス」の各サークルがあった[66]。

### 学園祭
- 学園祭は「六鈴祭」という名称で、毎年おおむね10月下旬に行われていた[66]。生活環境専攻の学生によるファッションショー、英語英文専攻の学生による英語劇、幼児教育学科の学生によるミュージカルなどが催されている。ほか、入学試験の相談コーナーを設けたりもしている。2006年度の学園祭テーマは「彩-みんな違ってみんないい-」となっており、インスタントジョンソンによるゲストライブやエッセイストの玉村豊男による講演会などが行われた。

### スポーツ
- 中部公立短期大学交歓競技会に参加していた[67]。

## 大学関係者と組織

### 大学関係者組織
- 「六鈴会」という名称の同窓会がある。これには、旧来の長野県女子専門学校を含んでいる。

### 大学関係者一覧
- 井上柳梧
- 成澤榮壽
- 上條宏之

### 出身有名人
- 中島史恵：タレント（シェイプUPガールズ）

## 施設

### キャンパス
- 東棟・西棟・北棟・音楽棟・管理棟・体育館などの施設のほか、「六鈴会」により設置された「六鈴会館」が設置された。

### 寮
- 「明和寮」と称する大学寮が構内に設置された。

## 対外関係

### 他大学との協定
- 信州大学・清泉女学院大学・清泉女学院短期大学・長野経済短期大学[注 24]・長野女子短期大学・長野工業高等専門学校と単位相互制度を行っていた。
- アメリカではミズーリ州立大学がある。

## 社会との関わり
- 市民カレッジ：1977年「開放講座」の名称で開講。2004年から「市民カレッジ」に改称。2007年度のテーマは「子どもを考える-歴史から見た子ども・子どもの現在」だった。
- 出前講座
- 各学科・専攻主催の特別講義が行われている。
- 県民カルチャー自主講座
- 1988年7月 「くらしの科学」と称した公開講座が催される[68]。

## 付属学校
- 長野県短期大学付属幼稚園
  - 1966年4月1日開園。2017年3月31日閉園[69]。
  - 園舎は1965年築、2015年5月解体。

## 4年制大学移行構想と混乱

### 4年制への運動
20年以上にわたって4年制大学移行運動を行ってきたが、2011年、県は4年制大学に移行させる方針を正式に決定、2014年を目途に4年制大学化することを表明した。
かつて田中康夫は知事在任中、既に信州大学を始め多くの国公私立大学が県内に存在し、少子化も進む中、新たな県立大学を設立するのは非現実的だと考え、「破綻寸前だった県財政の立て直しと、全国に先駆け小学校30人学級の全学年導入や障害児教育の充実の方が県民益に合致する」と表明。県政レベルでは積極的な取り組みも、目立った進展も見られなかった。
以降、短大側と同窓会「六鈴会」などが県や長野県議会に対し繰り返し4年制大学移行を陳情するという状態が続いていたが、村井仁知事は4年制大学移行を推進する姿勢を示し、2009年、県当局は長野県議会総務企画委員会において2009年度中に一定の判断を示したい、との答弁を行った。これを受け翌2010年2月、「長野県短期大学の将来構想に関する検討会」を設置し具体的な検討に入り、アンケート調査などを実施するとともに4年制大学への移行を推進する方向で議論が進められた。村井仁知事の後を継いだ阿部守一知事は早期に結論を出す方針を示し、2011年、第8回検討会において「長野県高等教育充実のため4年制大学化が必要」との報告書がまとめられた。これを受けて阿部知事が4年制大学移行、2014年を目途に4年制大学を開学する方針を表明した。

### 構想段階での混乱
2011年、県教育委員会は外部有識者や県内教育関係者らによる「県立4年制大学設立準備委員会」（委員長・和田恭良副知事）と県庁内に担当部署として「県立4年制大学設立準備室」を設置、基本構想の立案に入った。2012年9月に県側が提示した学部学科に関する基本構成素案は、短大の学科構成を一切引き継がず発展的に解消、全面改組し、経営系学部の「総合マネジメント学部」を開設、「総合マネジメント」「グローバルこども教育」の2学科を設置するというものであった。しかし構想されていた経営系学部とその教育内容の多くは長野大学・松本大学・諏訪東京理科大学（後述の通り、2018年に公立大学へ移行）など既存の県内私立大学の教育内容と重複するものであった。このため既存の県内私立大学から「県から県内高等教育機関全体についての将来像が何も示されないまま、県の事業によって民業が圧迫される」「少子化が進む中で学生獲得をめぐる競合が懸念される」として一斉に反発、また「六鈴会」は短大の学科を継承しない構想に反対し、開学以来の文科・家政科及び児童科を基本とした学部学科構成とし、特に管理栄養士養成課程（管理栄養士養成施設）を設置するよう要求した。小宮山淳前信州大学長ら有識者からは「検討が不足している」等拙速な基本構想取りまとめに反対する意見が出されるなど、委員会は審議当初から混乱に陥った。県が設立準備委員会に当初示していたスケジュールでは、2012年12月までに学部学科構成を確定し、施設整備専門部会、教育課程・教員選考専門部会を設置し会合を開催、2013年2月には教育課程・教員選考の方針を決定する予定であったが、意見集約には程遠い状態が続いた。長野県議会からも「大学の構想が曖昧」等批判の声が上がり、更に2012年11月に発生した田中眞紀子文部科学大臣の「三大学新設不認可」発言とその後の議論・騒動も影響。2012年中には専門部会設置の見通しが立たず、構想がまとまらない状態であった。阿部知事は記者会見で「詰めていかなければいけないところが多々ある」と述べ、県は11月、開学予定年月を2017年4月に延期した。既存の県内私立大学側は懸念と反発を強め、「六鈴会」は比較的志願者の多い英語英米文化専攻と健康栄養専攻だけでも引き継ぐよう求めるなど、2013年に入っても学部学科構成について賛否両論が提起された。既存の県内私立大学は公設民営大学・公私協力型の大学、県が県内の学校法人を後押しして開学した大学、あるいは県や県内市町村が他地域から誘致した大学など、いずれも私立大学ではあるものの、若年層の県外流出の抑制や大学教育の機会均等という県の教育政策にかかわる観点から、開学に県や地元市町村が相当程度関与した大学がほとんどであるため、いずれも公立学校に準じた地域密着型の教育を掲げている。また県内私立大学側には地域貢献の観点から学費を低廉に抑えるなどの経営努力を行ってきたという意識もある。このため県がこれらとは別に既存の県内私立大学と競合するような学部学科・教育内容を有する4年制大学を経営することについては想定外の方針転換と捉えており、反発は収まらない状態が続いた。議論は単に長野県短期大学の4年制化にとどまらず、長野県の高等教育機関全体のあり方、さらには県内の教育全体をいかなるものにすべきかという問題にまで拡大。県は県内高等教育機関の振興案も併せて検討せざるを得ない状況となった。
結論が出ない状態が続く中、阿部知事は2013年3月の長野県議会一般質問に対する答弁において「県総合5か年計画」の期間が終わる2017年度までの開学を目指す方針を改めて示した。同年5月には県内私立大学側と「県立4年制大学設立準備室」の間で更に意見交換が行われるなどの動きがあったが、同年6月19日、学部学科構成に関して委員会内に異論を残したまま、和田委員長が「議論は尽くされた」として審議を打ち切り、基本構想を取りまとめ、阿部知事に構想案決定を報告した。同案によると、県立4年制大学は1年次を全寮制とし、総合マネジメント学部総合マネジメント学科（定員160名、教職課程併設）、健康発達学部こども学科（定員40名、保育士課程併設）、健康発達学部健康文化学科（定員40名、管理栄養士課程食健康コース併設）の2学部3学科を開設、また将来は大学院も設置する方向で検討するというものであった。管理栄養士養成課程の設置は「六鈴会」などの要請によるものだが、これについては異論反論が噴出した。小宮山前信州大学長が「なぜ食だけを取り上げるのか疑問。決定は時期尚早」と反対、他の委員からも「旧来のものを組み合わせただけ」「資格ありきの発想では目指す人材の輩出はできない」等疑義を呈する意見が相次いだ。小宮山前学長は更に「突然の取りまとめには納得できない。構想案ではどういう人材を育てようとしているのか分からない」と指摘した。

### 反対運動が強まる
こうした中、既に管理栄養士養成課程を設置している松本大学 がこの構想案に強く反発、構想案決定時の委員会を傍聴していた住吉廣行・松本大学長が「何のための審議なのか。私大の存続を圧迫する設置構想には最後まで反対したい」と批判、他の県内私立大学とともに改組反対運動を展開する意向を表明するに至り、いよいよ事態は混迷の度を深めた。事態打開のため同月21日、阿部知事自ら急遽松本大学を訪れ住吉学長に構想案を説明するも住吉学長から「こちらから歩み寄ることはない」と返され、議論は平行線を辿った。和田副知事らも諏訪東京理科大学などを訪れ説明に努めるも了解は得られなかった。
県内私大側との溝を埋められないまま、構想案を県の方針とせざるを得ない状況となり、同月24日、長野県短期大学を改組し4年制化する県立大学の基本構想を決定、同時に県内私大振興案も発表した。決定した基本構想は設立準備委員会がまとめた内容に字句の修正を加え、既存の県内私大の懸念や反発を意識し「グローバルな視野を持った人材育成」という4年制県立大学の特色を強調、1年次全寮制、全学実践英語力習得集中プログラムの導入、留学など海外プログラム必修化などにより既存の県内私大との差別化を図った。また県内私大振興案では「産学官共同人財育成円卓会議」（仮称）の開催や県内私大による地域貢献への財政支援検討、県と私大との連絡会議の開催などの構想を示した。同日、連日の混乱を受けて臨時に記者会見した阿部知事は、県内私大との差別化に重ねて言及し、特色を強く打ち出すことで管理栄養士養成コースや経営系学科設置に対する私大からの異論や反発に答え、県内私大との協力関係を構築したい考えを示した。
一方、住吉学長が改組反対運動を展開する意向を表明した松本大学と設置者である学校法人松商学園は、松本大学同窓生・松商学園関係者らが中心となって同年7月、「新県立大学構想の見直しを求める会」（代表・横山公一松商学園常務理事）を結成。同会は「多額の税金を使い県内私立大学を圧迫してまで新県立大学を設立することは県民益に適わない。広く県民の意見を聞き、検討を重ねることを求める」と主張、長野県議会9月定例会への請願提出を目指し、8月盆休み明けから県立大学の基本構想の見直しを求める署名活動を開始した。松商学園高等学校の同窓会会員や松本商工会議所などが会に協力し、9月中旬までの約1ヶ月の間にのべ9万6000人を超える署名（知事宛9万6025人、県議会議長宛て9万6104人）を集めた。同月23日には学校法人松商学園が中信地区選出の各会派県議会議員8名を松本大学に招いて懇談会を開催、横山代表が署名活動の趣旨説明を行い、住吉学長や松商学園の藤原一二理事長らも意見を述べた。同月24日、横山代表が長野県庁を訪れ、本郷一彦県議会議長に請願書を、阿部知事に陳情書を、それぞれ署名簿を添えて提出した。請願は9月県議会総務企画委員会に付託され、審議される。同月25日からの県議会の一般質問開始に合わせて提出し、県議会内での議論を促すという。またこの請願は県が9月定例会に提案した県立大設立準備の関連経費972万円の補正予算案審議にも影響を与え、県議会9月定例会最大の議題ににわかに浮上した。横山代表から陳情書を受け取った阿部知事は、面会した横山代表らに対し、松本大学が競合を懸念している新県立大学の健康文化学科・管理栄養士課程食健康コースの定員は25〜30人程度に絞る考えを示した。また知事は6月の基本方針決定の際の「差別化する」との説明を繰り返し、「県民意見は十分に聞く。県立大と私大が共に発展できるようにしたい」と述べて理解を求める一方、県内高卒者の県外流出や管理栄養士の需要増などを根拠に、県立大学の設立や管理栄養士課程の必要性を強調した。本郷議長は「所管の委員会において慎重に審議する」とのみ述べた。県議会9月定例会では施設整備専門部会、教育課程・教員選考専門部会の設置にかかる関連予算は可決されたものの、委員の日程調整の遅れなどを理由に設置が延期された。その後施設整備専門部会（有識者ら5名による。部会長・上野武千葉大学工学部教授）は11月県議会開会直後に設置されたが、教育課程・教員選考専門部会の設置については先延ばしされた。
「新県立大学構想の見直しを求める会」はなおも署名活動を継続するほか、長野大学関係者も県立4年制大学開学による志願者大幅減への懸念を表明した。県内私大との差別化を図ったとされる「グローバル化」や「英語教育重視」「留学」なども新設大学が掲げる教育内容としては広く見られる要素であり、長野市内においても既に清泉女学院大学が「英語」や「海外体験」などを重視する教育を行っている。県内私大側では県の構想への反発や懸念がますます強まっており、県内教育関係者の間でも異論が提起され続けている。同年10月18日、阿部知事は愛知県名古屋市にて開かれた中部圏知事会主催の公開シンポジウムの席上、県立大の開学について「最速で2017年度、または18年度。まだ決めていない」と述べ、初めて2018年度開学の可能性に言及した。また県も11月21日に開会した県議会11月定例会に提案した補正予算案に新県立大設置関連経費を計上しなかった。このため施設整備専門部会において施設設計・施設設備の具体化に向けた検討を行っても、それにかかる経費の計上は2014年度以降にずれ込む見込みとなったため、開学時期が再延期される可能性も出ている。高田幸生・県総務参事（県立大設立担当）は「県立大の開学時期は基本構想では『施設整備計画等を策定する中で決定していく』としており、構想に何ら変更はない」と述べたものの、県立大基本構想の見直しを求める意見にも一定の配慮を見せた形となっている。

### 施設整備等の検討
一方、同年11月22日、施設整備専門部会は初会合を開き、県側から複数の案の提示を受けて議論を行った。その結果現在の短大キャンパス単独での施設整備については手狭で将来拡張に対応できないとして、キャンパスを2か所設け、現在の短大キャンパスに大学本体、また現在の短大キャンパスから約2.2キロメートル離れている長野市立後町小学校跡地（長野市南長野西後町、2013年3月廃校。約1万1300平方メートル）に1年生全員が入る学生寮と地域貢献型の大学施設を設置することが望ましいとする意見集約を行った。後町小学校跡地を新県立大のキャンパスの一部として利用する案は長野市が同月20日に県に要望書を提出したものであり、また委員からは現在の短大キャンパスに隣接する市の都市公園「美和公園」（約1万2700平方メートル）の敷地利用も提案された。2キャンパスとなる計画のため新設2学部を分散配置することについても議論されたが、上條宏之学長らが「学生の交流や大学全体のまとまりの維持が難しくなる」等否定的な見解を述べた。県が示した整備基本方針案では、既存の短大施設のうち図書館などは改修し新県立大でも利用、本館棟や学生会館、体育館などは新築される予定となっており、今後延べ床面積など具体的な施設の規模が示されることになった。県は専門部会の意見をもとに、大学施設整備基本方針をまとめる。

### 県内私大側の対抗策
松商学園・松本大学を中心とした構想見直しを求める運動は2014年に入っても継続しているが、同年ついに積極的な対抗策に打って出る県内私大もあらわれた。長野大学は同年3月、所在地の上田市に対し、同大学を運営する学校法人長野学園を上田市が設置者となる公立大学法人とすることを求める要望書を提出。同法人理事でもある母袋創一市長は「さっそく検討に入りたい」と答え、公立化が本格的に検討されることになった。同大学は要望書内に移行時期の目標を明確には示さなかったものの、島田力夫・長野学園理事長と野原光・長野大学長は「長野大が開学50周年を迎える2016年度に合わせて公立化を実現したい」と表明した。長野大学の公立化は主に学生確保と県内高校卒業生の県内大学進学率の向上を目指すものであるが、2017年度に4年制移行を計画している長野県短期大学に対し、公立化目標年次を2016年度に設定するなど、長野県短期大学の4年制化に対する事実上の対抗策であり、長野大学側が先手を打った形となった。長野大学は1966年、上田市と合併する前の小県郡旧塩田町が全額出資して設立した学校法人により、「本州大学」として創設された公設民営大学であり、その後も地元自治体首長などがその運営について一定の関与を維持していた。長野大学側は既に4年制大学であることから初期投資は不要であり、移行に当たって上田市には財政負担がかからないことなどメリットを主張。キャンパスの整備や学科改組、更にそれらにかかる県予算の確保など課題の多い長野県短期大学に比べ、長野大学が示した移行スケジュールは概ね法人格の変更手続きに関するもののみとなっており、上田市議会の議決を得て長野県が認可すれば直ちに実現することになる。この要望が実現した場合、長野県短期大学の4年制移行より先に公立4年制大学が県内に設立される結果となるため、長野県短期大学の4年制移行構想への影響は必至であるが、阿部知事は3月5日の県議会において長野大学の公立大学法人化構想について「上田市や長野大の考えを十分に把握しておらず、言及できない」・「子どもの数が減る状況にどう立ち向かうかは、私大の大きな課題。県内の高等教育をどうするか、私大と一緒に取り組むことが県にとっても重要」と述べるに留まっている。長野大学はその後、上田市議会での議論などの結果大学の将来像の明確化や財政基盤の確立、改組などが検討され、2017年度からの公立移行が決定した。また2014年4月、諏訪東京理科大学も公立大学法人化する方針を示し、2015年9月には茅野市に対して本学の公立大学法人化を求める要望書を提出した。設置者の学校法人東京理科大学は県立大学化を想定しており、茅野市は県に公立化に向けた協議への参加を求めた。阿部知事は長野県議会9月定例会において、「高等教育の振興を重視する立場から、県としても積極的に協議に参加する」との考えを表明し、公立化の動きに対し積極的な姿勢を示したが、翌10月「県立移行は困難」と述べた。このため学校法人東京理科大学と茅野市は諏訪広域連合（茅野市・諏訪市・岡谷市・下諏訪町・富士見町・原村）による一部事務組合を創設し、学校組合を設置者とする形での公立大学法人化を進め、その運営に関して県に支援を求める方針を示した。諏訪東京理科大学も2018年度から公立（公立諏訪東京理科大学）へ移行した。長野県短期大学の四年制大学化構想を契機に、県内において自治体を巻き込む形での大学改革が俄かに活発化する様相となった。

### 更なる混迷へ
県議会においても引き続き審議されているものの、2014年に入っても県側が思うようには4年制大学移行計画に対する県議会議員の賛同や理解を得られない状態となっている。同年3月11日の県議会総務企画警察委員会では会派を問わず1年次を全寮制とする計画に関する異論が相次ぎ、県側が説明に追われた。萩原清委員（自由民主党、松本市）は「全寮制の意義は何か」と質問、また石坂千穂委員（日本共産党、長野市）は「通学可能な学生にも寮費支出を強制し経済的困難を抱える学生の締め出しにならないか」と指摘した。増田隆志・県立大学設立準備室長は「生活の場だけではなく教育機能を持つ学寮として、学生や地域との交流等のプログラムを行う」・「寮費減免や救済措置を検討」と答弁、1年次全寮制への理解を求めた。

### 理事長・学長の選任
2014年7月、県は新県立大学の理事長に安藤国威ソニー生命名誉会長（ソニー元社長）、学長には県立大設立準備委員会専門部会委員から金田一真澄慶応義塾大学名誉教授を選任した。安藤次期理事長と金田一次期学長は就任会見において、インターンシップなどを通じて地元企業との連携に力を入れる方針を明らかにしたほか、学生の海外留学カリキュラムや海外から留学生を受け入れるために4学期制の導入にも取り組む考えを表明した。県は今後新たに専門部会を設置し、詳細な授業内容を詰めるとともに教員の選定を進め、2016年10月までに文部科学省に大学の設置認可を申請、2017年度中に公立大学法人を設立、2018年4月の開学を目指す方針を示した。

### <4年制大学移行構想と混乱、私大側の屈服>をめぐる年表

#### 2011年
- 第8回検討会において「長野県高等教育充実のため4年制大学化が必要」との報告書がまとめられたことを受けて、阿部知事が2014年を目途に4年制大学に移行させる方針を正式に決定
- 県教育委員会は「県立4年制大学設立準備委員会」と「県立4年制大学設立準備室」を設置

#### 2012年
- 9月　学部学科に関する基本構成素案を発表。短大の学科構成を継承せず、「総合マネジメント学部」のもとに「総合マネジメント」「グローバルこども教育」の2学科とする案だった[70]
- 9〜10月　9月20日から10月5日に開かれた9月定例県議会において、「（県立大学構想から）管理栄養士養成課程が除外されたのはなぜか」との質問があり、「管理栄養士養成課程の必要性は高くないと考えた」との答弁があった[85]。

#### 2013年
- 3月　阿部知事は、長野県議会一般質問に対する答弁で、2017年度までの開学を目指すとの方針を改めて示す
- 6月19日　和田委員長は、委員会内に学部学科構成に関する異論を残したまま、「議論は尽くされた」として審議を打ち切り、基本構想を取りまとめた[71][72]
- 6月24日　県立大学の基本構想を決定、同時に県内私大振興案も発表
- 9月24日　「新県立大学構想の見直しを求める会」は、「多額の税金を使い県内私立大学を圧迫してまで新県立大学を設立することは県民益に適わない。広く県民の意見を聞き、検討を重ねることを求める」との9万6000人を超える署名を添えて、県議会議長に請願書を、知事に陳情書を提出
- 9月21日　県議会全6会派代表による「第10回長野県短期大学の4年制化に向けた懇談会」が開かれ、17年4月開学を求める声が相次ぐ。メンバーはすべて長野市選出議員
- 10月18日、阿部知事は中部圏知事会主催の公開シンポジウムで、県立大の開学について「最速で2017年度、または18年度。まだ決めていない」と語り、初めて18年度開学の可能性に触れた。
- 10月21日に上田合同庁舎で、10月22日に県松本合同庁舎で、10月24日に県長野合同庁舎で、11月6日に県伊那合同庁舎で、「公開意見交換会」が開かれた。県側は「県内の18歳人口に占める県内大学入学者数の割合は全国最低の14.9％」と大学新設の必要性を強調、高校PTA関係者は「県内高卒者の8割超が県外大学に流出している。地域で学んだことを地域で発揮してもらうのは良いこと」と発言。長野大学の野原光学長は、全国の18歳人口が今後十数年で12万人減るとし、「長野大の規模が400校分、要らなくなる。淘汰の時代は目前だ」と疑問視。一般参加者からは、経営系学部の設置を含む構想内容について「理念はいいが、具体的でない。果たして魅力ある教育ができるのか」と、疑問を投げ掛ける発言があった。
- 11月22日　施設整備専門部会の初会合で、短大キャンパスだけでの施設整備では手狭だとして、2キャンパス案（長野市立後町小学校跡地を活用）が望ましいと意見一致

#### 2014年
- 1月30日　専門部会（部会長・上野武千葉大教授）が都内で開かれ、施設整備の基本方針案をまとめた。校舎や体育館を県短大現在地に建設し、図書館・北棟・寮は改修して残す。1年生全員が入る新学生寮と地域貢献型施設を後町小学校跡地に建築する。17年4月開学。14年度当初から15年度にかけて設計業者を選ぶプロポーザルや基本設計・実施設計。15年度終盤から17年度末までに校舎などを建設する。並行して16年度中に新学生寮、地域貢献型施設を建てる。14年度当初予算案に設計関連の経費を計上する[86] との内容
- 2月5日　県立大学設立準備委員会が開かれ、4年制県立大学の設立に必要な初期投資額97億円（工事費86億円、設計を中心とした委託費など11億円）、年間運営費15億〜18億円（人件費11〜13億円、管理費など他の支出4〜5億円。授業料など収入6億円、県費から繰入れ9〜12億円）とする試算を公表[87]
- 2月13日　新県立大学構想の見直しを求める会は、県立大基本構想の見直しを求める1万5738人分の署名を、阿部県知事に提出した。県議会2月定例会に県立大関連を含む新年度予算案が提出・審議されるのを前に、前年9月に提出した署名に追加したもの。前回分を含めた提出署名は11万1763人分[88]
- 5月1日　県立大基本構想の教育課程などを検討する教育課程・教員選考専門部会の徳永保部会長（筑波大教授）は、3回開催した会議の中間報告を阿部知事に提出。2月県会で異論が出た学生寮について、「学部教育や地域と連携した教育に活用する」と、1年次は全員入寮を再確認。留学は健康発達学部でも必修化。留学による単位取得への影響を抑えるため「4学期制」検討も明記[89]
- 7月17日　県は安藤次期県立大学理事長と金田一次期学長の選任を公表し、2016年10月までに大学設置認可申請、2017年度中に公立大学法人設立、2018年4月開学を目指す方針を示す
- 8月26日　都内で設立準備委員会教育課程・教員選考専門部会が開かれ、集中的な科目履修や全学生の短期海外留学を推進する「4学期制」導入を明示した教育課程編成方針案をまとめた[90]
- 9月2日　安藤次期県立大学理事長・金田一次期学長が、県内の大学関係者との懇談を始めた。2日には長野大と清泉女学院大を訪ね、構想への理解を求め、金田一次期学長は長野大で「地域貢献のノウハウをぜひ教えてほしい」と求めた。この時点で松本大を除く県内の私立大学は新県立大学構想に対して条件等はつくものの、一定の理解を示している[91]
- 9月8日　安藤次期理事長・金田一次期学長が、松本大の住吉廣行学長らと県庁で懇談。住吉学長は、同大に既存の管理栄養士養成課程と競合する県立大同課程設置案を認めることは絶対にないと強調。安藤次期理事長は、今後の教員選考やカリキュラムづくりなどで松本大との差別化を図りたいとし、金田一次期学長も「すみ分けが難しいとの住吉学長の指摘も一理あるが、懇談を続けたい」と要望[92]

#### 2015年
- 3月24日　県立大学設立委員会（委員長・安藤国威新県立大理事長予定者）は、県庁で第2回会合を開き、校舎や寮などの基本設計を了承した。県側は、県短大の教員を対象にした教員選考を進めるほか、今年夏をめどに公募による教員選考を実施する方針を示した。現在県短大がある三輪キャンパスには、本館と体育館・図書館を新築し、既存の北棟と図書館を改修する。後町小学校跡地の後町キャンパスには、4階建ての寮と、学生や地域住民が利用できる地域連携施設を建設。1年生が全員入る寮は2人部屋8室を一つの単位とし、トイレやシャワー、16人全員が集まれる空間を設ける。寮では留学生や世話役の上級生を含め計320人が入る。引き続き実施設計を進め、工事着工は来年度末ごろの見通し[93]。
- 3月28日　この日に配布された『広報 ながの 新聞版』129号によると、新県立4年制大学の設立準備に計上された2015年度長野県当初予算は3億3586万1000円[94][95]。
- 6月1日　県総務部県立大学設立準備課は、専任教員等を公募するための募集要項を公表した。
- 11月28日　県は、最初の受験生になる予定の高校1年生とその保護者を主な対象とした初の説明会を、松本市中央公民館（Mウイング）で開き、生徒ら約30人が参加した。安藤国威・次期理事長が、全寮制で自立性を養い、海外プログラムで語学力をつけると説明。金田一真澄・次期学長は「1年時に語学を勉強し、2年時の短期留学」「設置予定の総合マネジメント学部と健康発達学部は定員が約240人と少ないので、各学生に寄り添ったきめ細やかな教育ができる」と説明した。一橋大学大学院商学研究科のジョセフ・ディレンシュナイダー准教授と、総合マネジメント学部で教える予定の臼井則生・次期教授が、それぞれ英語と経済学の模擬授業を行った。説明会は11月29日に長野市で、12月5日に伊那市でも開く[96]。

#### 2016年
- 6月23日　松本大学の住吉学長が松本市役所を訪れ、4年制県立大学について、今後は協調路線をとることを副市長に伝えた。松本大学は、管理栄養士養成課程が競合するとして、県に対して、4年制県立大学への同課程の設置を見合わせるよう求めていた[97]。
- 7月　後町キャンパスの施設整備工事開始。
- 7月26日　松本大学の住吉学長らが、県庁に阿部知事を訪れ、今後は県内高等教育の振興のため協調し、県立大移行に協力する考えを示した。背景には、2017年の教育学部開設を目指す松本大が、県との協力を重視し姿勢転換したことがある[98]。
- 長野県短期大学の今後のあり方について検討しています（長野県企画部企画課）